# Thereva flavohirta
Thereva flavohirta är en tvåvingeart som beskrevs av Krober 1914. Thereva flavohirta ingår i släktet Thereva och familjen stilettflugor.
Artens utbredningsområde är Colorado. Inga underarter finns listade i Catalogue of Life.